# Austrofilius arnaudi
Austrofilius arnaudi là một loài chân đều trong họ Janiridae. Loài này được Kussakin & Vasina miêu tả khoa học năm 1980.